# Docalidia cinnamomeus
Docalidia cinnamomeus är en insektsart som beskrevs av Henry Fairfield Osborn 1924. Docalidia cinnamomeus ingår i släktet Docalidia och familjen dvärgstritar. Inga underarter finns listade i Catalogue of Life.